# Episodi di Samurai (terza stagione)
Terza Stagione
| nº | Titolo originale            | Titolo italiano                   | Prima TV Giappone | Prima TV Italia |
| -- | --------------------------- | --------------------------------- | ----------------- | --------------- |
| 1  | Seeking Immortality         | Caccia al lupo                    |                   |                 |
| 2  | Wet Nurse's Parasol         | I quattro sicari                  |                   |                 |
| 3  | No Tomorrow                 | Operazione inferno                |                   |                 |
| 4  | The Silk Cloud              | Spie in pensione                  |                   |                 |
| 5  | A Mother's Taste            | Il sapore della cucina materna    |                   |                 |
| 6  | Your Life is Mine           | Il sacrificio di Ayme             |                   |                 |
| 7  | Five Sisters of Death       | Le cinque sorelle                 |                   |                 |
| 8  | Season of Death             | La sposa contesa                  |                   |                 |
| 9  | Unfortunate Pair            | Missione d'amore                  |                   |                 |
| 10 | Ominous Path                | Il cucciolo                       |                   |                 |
| 11 | The Flower of Happiness     | Il fiore della felicità           |                   |                 |
| 12 | The Hand Cannon             | Il tiratore scelto                |                   |                 |
| 13 | The Moon of Desire          | La luna piena e il muragumo Yagiu |                   |                 |
| 14 | Omens Good and Bad          | Il capo assaggiatore dello Shogun |                   |                 |
| 15 | Abe the Monster             | Tamo Abe                          |                   |                 |
| 16 | Wildfire                    | La rabbia furiosa di Retsudo      |                   |                 |
| 17 | The Scent                   | Il profumo della battaglia        |                   |                 |
| 18 | The Roaring Thunder         | Le bombe a mano di Daigoro        |                   |                 |
| 19 | Light on the River of Blood | L'inondazione                     |                   |                 |
| 20 | The Showdown                | Fissandosi negli occhi            |                   |                 |
| 21 | Impending Death             | La banda del lupo                 |                   |                 |
| 22 | Fathers and Sons            | Daigoro                           |                   |                 |
| 23 | Attack in the Shadows       | Battaglia senza luce              |                   |                 |
| 24 | The Guardian                | La difesa delle spade             |                   |                 |
| 25 | Waves and Flutes            | Le onde della vita                |                   |                 |
| 26 | Swordsmanship               | Il duello                         |                   |                 |